# Jules-Justin Sauveplane
Pour les articles homonymes, voir Sauveplane.
Jules-Justin Sauveplane, né le 23 février 1862 à Nant et mort le 16 août 1928, est un ecclésiastique,  historien et assyriologue français.

## Biographie
Ancien élève de l'École des langues orientales et de l'École des Hautes Études, il fut professeur à l'École Fénelon. Curé de Levallois-Perret, il porta ensuite le titre d'abbé. Spécialiste d'études bibliques et de l'Orient ancien, il fit paraître une des premières traductions françaises de l'épopée de Gilgamesh (Une épopée babylonienne, 1893), dans la Revue des Religions. Il présenta ensuite sa thèse sur ce sujet (Sur l'épopée babylonienne de Gilgamès), sous la direction de Joseph Halévy, devant un jury composé de Gaston Maspero et de Jules Oppert, le 2 juillet 1894.

## Publications
- Une épopée babylonienne. Is-Tu-Bar - Gilgamès., 1893
- Sur l'épopée babylonienne de Gilgamès., 1894

## Sources
- Revue d'histoire de l'église de France, page 433, Société d'histoire ecclésiastique de la France, v.77, no.199, 1991
- Polybiblion : Revue bibliographique universelle, page 144, 1928